# Georges Sangnier
Pour les articles homonymes, voir Sangnier.
Georges Sangnier, né le 10 septembre 1882 à  Abbeville et mort le 5 mars 1968 à Blangermont, est un historien et écrivain français.

## Biographie
Marie Arthur Vincent Georges Sangnier naît le 10 septembre 1882 à  Abbeville, du mariage d'Alexandre Arthur Georges Sangnier, banquier, et de Caroline Gabrielle Fany Labitte, fille d'Henri Labitte, sénateur.
Après des études d'où il sort bachelier, il reprend, en 1902, à Blangermont, la ferme achetée en 1886 par sa mère. En 1919, il devient maire de la commune de Blangermont, fonction qu'il occupe pendant 47 années jusqu'en 1966. En 1937, il est reçu docteur ès lettres, devant la faculté de Lille, avec sa thèse La Terreur dans le district de Saint-Pol.
Tout au long de sa vie, il publie de nombreux ouvrages historiques et régionaux.
Il est président du comité d'administration des caisses mutuelles d'assurances sociales et d'allocations familiales agricoles du Pas-de-Calais, président du cercle d'études agricoles du Pas-de-Calais, administrateur du crédit mutuel agricole de l'Artois, président du syndicat agricole de Blangermont, membre de l'Académie d'Arras et membre de la commission des monuments historiques du Pas-de-Calais.
Il meurt le 5 mars 1968 à  Blangermont dans le département du Pas-de-Calais et est inhumé dans le cimetière communal.

## Distinctions
Georges Sangnier est nommé chevalier dans l'ordre national de la Légion d'honneur par décret en date du 21 septembre 1951 et est titulaire de la croix de guerre 1914-1918.

## Publications
- Les Émigrés du Pas-de-Calais pendant la Révolution, Doullens, imprimerie Dessaint, 432 p.(BNF 32602990).
- La Ferme de Blangermont, Abbeville, F. Paillart, 1903, 151 p.(BNF 31295407).
- Lettres inédites de Sainte-Beuve à Charles Labitte, Paris, Honoré Champion, 1911, 151 p.(BNF 31279718).
- La Terreur dans le district de Saint-Pol : 10 août 1792 - 9 thermidor an 2, Blangermont, Gembloux, 1938, 408 p.(BNF 34198786).
- La crise du blé à Arras à la fin du XVIIIe siècle, Fontenay-le-Comte, Impr. P. et O. Lussaud,, 1943, 196 p.(BNF 34199523).